# 谷士文
谷士文，1944年5月出生，中国电信通信专家，浙江余姚人。前华中师范大学校长、前湖南大学校长。

## 经历
1963年－1967年，就读于北方交通大学（今北京交通大学）电信系通信专业，获学士学位。1967年9月，参加工作。1967年－1978年，任职于前柳州铁路局，現南寧铁路局。1978年－1984年，任教于长沙铁道学院。1984年－1988年，担任长沙铁道学院教务处副处长。1985年12月，加入中国共产党。1988年－1989年，任长沙铁道学院高等教育研究室主任。1989年－1993年，担任长沙铁道学院副院长。
1993年－2000年，任长沙铁道学院院长。2000年－2001年，担任中南大学副校长。2001年－2003年，任华中师范大学校长。2003年4月－2005年7月，担任湖南大学校长。